# Monobactam

Het monobactam aztreonam met bèta-lactam-ring en een tweede thiazoolring die niet verbonden is met de eerste ring

De monobactams zijn een groep van bètalactamantibiotica, die inwerken op de synthese van de celwand. In een monobactam is de bètalactamring niet gekoppeld aan een tweede ring zoals bij de meeste andere bètalactamantibiotica. Het enige commercieel verkrijgbare monobactam is aztreonam. Aztreonam is werkzaam tegen de gramnegatieve bacteriën en niet tegen de grampositieve bacteriën. Het pakt namelijk het PBP3 eiwit aan die voorkomt in de gramnegatieve bacteriën en pakt slecht aan op de PBP eiwitten van de grampositieve bacteriën.